# 유조 ~고코로노 부스니와 나라네!~
유조 ~고코로노 부스니와 나라네!~(友情 〜心のブスにはならねぇ!〜 우정 ~마음의 추녀는 되지않아~[*])는 2004년 9월 18일에 발매된 모닝구무스메 오토메구미의 두 번째 싱글이다.

## 개요
- 2003년 9월, 모닝구무스메 15명의 멤버를 모닝구무스메 사쿠라구미와 모닝구무스메 오토메구미로 나누어 활동을 시작하였다.

- 멤버는 이이다 카오리, 이시카와 리카, 쓰지 노조미, 오가와 마코토, 후지모토 미키, 미치시게 사유미, 다나카 레이나 등 7명이다.

- 무대 의상은 흰색과 검은색, 두 가지를 모노톤으로 표현하였다.

## 수록곡
1. 友情 ~心のブスにはならねぇ!~
작사, 작곡 : 층쿠 / 편곡 : 스즈키 슌스케
2. Say Yeah!-もっとミラクルナイト-(モーニング娘。おとめ組Version)
작사, 작곡 : 층쿠 / 편곡 : 모리오 다카시
3. サマーナイトタウン(モーニング娘。おとめ組Version)
작사, 작곡 : 층쿠 / 편곡 : 마에지마 야스아키
4. 友情 ~心のブスにはならねぇ!~ (Instrumental)

## 참여 뮤지션
※괄호는 트랙 번호
- 스즈키 슌스케 - 기타, 프로그래밍 (1)
- 가와조에 도모히사 - 베이스 기타 (1)
- 가지와라 데쓰야 - 드럼, 탬버린 (1)
- 모닝구무스메 오토메구미 - 코러스 (1, 2, 3)
- 층쿠♂ - 코러스 (1, 2)
- 모리오 다카시 - 전 악기 (2)
- 마에지마 야스아키 - 키보드, 프로그래밍 (3)
- 이나바 마사히로 - E기타 (3)
- 오기미 겐 - 퍼커션 (3)

## 차트
- 주간최고순위 5위 (오리콘 차트)